# .rw
.rw là tên miền quốc gia cấp cao nhất (ccTLD) của Rwanda.

## Các tên miền cấp 2
Việc đăng ký được phép thực hiện trực tiếp dưới cấp 2, không giống như các tên miền quốc gia khác đăng ký dưới cấp 3 với một số tên cấp 2. Tuy nhiên, một vài tên miền cấp 2 có thể sử dụng song song với tên cấp được dự trữ bởi cơ quan đăng ký, mặc dù không cho phép đăng ký.
- gov
- net
- edu
- ac
- com
- co
- int
- mil
- gouv